# 第49屆坎城影展
第49屆坎城影展於1996年5月9日至5月20日在法國坎城節慶宮舉辦，開幕片為法國導演巴提斯·勒公特執導的《荒誕無稽》，閉幕片則是美國導演大衛·歐·羅素執導的《挑逗、性、遊戲》，最高榮譽金棕櫚獎則頒給了英國導演麥克·李執導的《秘密與謊言》。

## 評審團

### 競賽單元
- 法蘭西斯·柯波拉：導演。（評審團主席）
- 娜塔莉·貝伊：演員。
- 葛蕾塔·史卡其（義大利語：Greta Scacchi）：演員。
- 麥可·巴霍斯（德语：Michael Ballhaus）：攝影師。
- 亨利·夏皮耶（法语：Henry Chapier）：影評、導演。
- 艾騰·伊格言：導演。
- 石岡瑛子：電影服裝設計師。
- 克里斯多夫·皮耶斯沃茲（波兰语：Krzysztof Piesiewicz）：編劇、律師。
- 安東尼奧·塔布其：作家、學者。
- 陳英雄：導演。

## 官方單元

### 正式競賽片
| 中文片名                         | 原文片名                                        | 導演              | 製作國                                  |
| -------------------------------- | ----------------------------------------------- | ----------------- | --------------------------------------- |
| 《安靜的房間》                   | The Quiet Room                                  | 洛夫·德·希爾      |                                         |
| 《破浪而出》                     | Breaking the Waves                              | 拉斯·馮·提爾      | 丹麦、 瑞典、 荷蘭、 法國、 挪威、 冰島 |
| 《我如何爭辯（我自己的性生活）》 | Comment je me suis disputé... (ma vie sexuelle) | 阿諾·戴普勒尚     | 法國                                    |
| 《超速性追緝》                   | Crash                                           | 大衛·柯能堡       | 加拿大、 英国                           |
| 《冰血暴》                       | Fargo                                           | 喬爾·柯恩         | 美国、 英国                             |
| 《風月》                         | 《風月》                                        | 陳凱歌            | 中国                                    |
| 《堪薩斯情仇》                   | Kansas City                                     | 勞勃·阿特曼       | 美国                                    |
| 《流雲逝事》                     | Kauas pilvet karkaavat                          | 阿基·郭利斯馬基   | 芬兰                                    |
| 《狹路相逢》                     | La seconda volta                                | 米莫·卡羅普萊斯帝 | 義大利                                  |
| 《第八日》                       | Le Huitième Jour                                | 賈柯·凡·多梅爾    | 比利时                                  |
| 《夜夜夜賊》                     | Les Voleurs                                     | 安德烈·泰希內     | 法國                                    |
| 《南國再見，南國》               | 《南國再見，南國》                              | 侯孝賢            | 臺灣                                    |
| 《血樹》                         | Po di Sangui                                    | 佛洛拉·高米斯     | 、 法國、 突尼西亞、 葡萄牙             |
| 《太晚》                         | Prea târziu                                     | 路西安·品特萊     | 羅馬尼亞                                |
| 《荒誕無稽》                     | Ridicule                                        | 巴提斯·勒貢特     | 法國                                    |
| 《秘密與謊言》                   | Secrets & Lies                                  | 麥克·李           | 英国                                    |
| 《偷香》                         | Beauté volée                                    | 貝納多·貝托魯奇   | 法國、 義大利、 英国                    |
| 《旭日逃亡》                     | Sunchaser                                       | 麥可·西米諾       | 美国                                    |
| 《情系快餐車》                   | The Van                                         | 史蒂芬·佛瑞爾斯   | 爱尔兰、 英国、 美国                    |
| 《人間昆蟲記》                   | Tierra                                          | 胡立歐·麥登       | 西班牙                                  |
| 《三生一死》                     | Trois vies et une seule mort                    | 拉烏·盧伊茲       | 法國、 葡萄牙                           |
| 《低調英雄》                     | Un héros très discret                           | 賈克·歐迪亞       | 法國                                    |

## 獎項

### 正式競賽單元
- 金棕櫚獎：《秘密與謊言》 -  麥克·李
- 評審團大獎：《破浪而出》 - 拉斯·馮·提爾
- 最佳導演獎：喬爾·柯恩 - 《冰血暴》
- 最佳男演員獎：帕斯卡·杜奎奈（法语：Pascal Duquenne）、丹尼爾·奧圖 - 《第八日（法语：Le Huitième Jour (film, 1996)）》
- 最佳女演員獎：布蘭達·布蕾辛 - 《秘密與謊言》
- 評審團獎：《超速性追緝（英语：Crash (1996 film)）》 - 大衛·柯能堡
- 最佳劇本獎：賈克·歐迪亞、艾倫·勒·亨利（法语：Alain Le Henry） - 《低調英雄（法语：Un héros très discret）》

### 會外獎項
- 費比西獎：
  - 正式競賽單元：《秘密與謊言》 - 麥克·李

## 外部連結
- 第49屆坎城影展 （页面存档备份，存于）
- 第49屆坎城影展 （页面存档备份，存于）在網路電影資料庫上的資料。